# Wereldkampioenschappen noords skiën 2013
De wereldkampioenschappen noords skiën 2013 werden van 20 februari tot en met 3 maart 2013 gehouden in Val di Fiemme.

## Wedstrijdschema
| Februari/maart     | 20 | 21 | 22 | 23 | 24 | 25 | 26 | 27 | 28 | 1 | 2 | 3 | T  |
| ------------------ | -- | -- | -- | -- | -- | -- | -- | -- | -- | - | - | - | -- |
| Langlaufen         | Q  | 2  |    | 2  | 2  |    | 1  | 1  | 1  | 1 | 1 | 1 | 12 |
| Noordse combinatie |    |    | 1  |    | 1  |    |    |    | 1  |   | 1 |   | 4  |
| Schansspringen     |    | Q  | 1  | 1  | 1  |    |    | Q  | 1  |   | 1 |   | 5  |
| Finales            | 0  | 2  | 2  | 3  | 4  | 0  | 1  | 1  | 3  | 1 | 3 | 1 | 21 |

## Medailles

### Langlaufen

#### Mannen
| Onderdeel         | Goud | Goud                                                        | Zilver | Zilver                                                           | Brons | Brons                                                               |
| ----------------- | ---- | ----------------------------------------------------------- | ------ | ---------------------------------------------------------------- | ----- | ------------------------------------------------------------------- |
| Sprint            | RUS  | Nikita Krjoekov                                             | NOR    | Petter Northug                                                   | CAN   | Alex Harvey                                                         |
| 15 km vrije stijl | NOR  | Petter Northug                                              | SWE    | Johan Olsson                                                     | NOR   | Tord Asle Gjerdalen                                                 |
| 30 km skiatlon    | SUI  | Dario Cologna                                               | NOR    | Martin Johnsrud Sundby                                           | NOR   | Sjur Røthe                                                          |
| 50 km klassiek    | SWE  | Johan Olsson                                                | SUI    | Dario Cologna                                                    | KAZ   | Aleksej Poltoranin                                                  |
| Teamsprint        | RUS  | Aleksej Petoechov Nikita Krjoekov                           | SWE    | Marcus Hellner Emil Jönsson                                      | KAZ   | Nikolaj Tsjebotko Aleksej Poltoranin                                |
| 4×10 km estafette | NOR  | Tord Asle Gjerdalen Eldar Rønning Sjur Røthe Petter Northug | SWE    | Daniel Richardsson Johan Olsson Marcus Hellner Calle Halfvarsson | RUS   | Jevgeni Belov Maksim Vylegsjanin Aleksandr Legkov Sergej Oestjoegov |

#### Vrouwen
| Onderdeel         | Goud | Goud                                                           | Zilver | Zilver                                                  | Brons | Brons                                                         |
| ----------------- | ---- | -------------------------------------------------------------- | ------ | ------------------------------------------------------- | ----- | ------------------------------------------------------------- |
| Sprint            | NOR  | Marit Bjørgen                                                  | SWE    | Ida Ingemarsdotter                                      | NOR   | Maiken Caspersen Falla                                        |
| 10 km vrije stijl | NOR  | Therese Johaug                                                 | NOR    | Marit Bjørgen                                           | RUS   | Joelia Tsjekaleva                                             |
| 15 km skiatlon    | NOR  | Marit Bjørgen                                                  | NOR    | Therese Johaug                                          | NOR   | Heidi Weng                                                    |
| 30 km klassiek    | NOR  | Marit Bjørgen                                                  | POL    | Justyna Kowalczyk                                       | NOR   | Therese Johaug                                                |
| Teamsprint        | USA  | Jessica Diggins Kikkan Randall                                 | SWE    | Charlotte Kalla Ida Ingemarsdotter                      | FIN   | Riikka Sarasoja-Lilja Krista Lähteenmäki                      |
| 4×5 km estafette  | NOR  | Heidi Weng Therese Johaug Kristin Størmer Steira Marit Bjørgen | SWE    | Ida Ingemarsdotter Emma Wikén Anna Haag Charlotte Kalla | RUS   | Joelia Ivanova Alja Iksanova Maria Goesjina Joelia Tsjekaleva |

### Noordse combinatie
| Onderdeel                | Goud | Goud                                                                 | Zilver | Zilver                                                 | Brons | Brons                                                   |
| ------------------------ | ---- | -------------------------------------------------------------------- | ------ | ------------------------------------------------------ | ----- | ------------------------------------------------------- |
| Gundersen normale schans | FRA  | Jason Lamy-Chappuis                                                  | AUT    | Mario Stecher                                          | GER   | Björn Kircheisen                                        |
| Gundersen grote schans   | GER  | Eric Frenzel                                                         | AUT    | Bernhard Gruber                                        | FRA   | Jason Lamy-Chappuis                                     |
| Team normale schans      | FRA  | François Braud Maxime Laheurte Sébastien Lacroix Jason Lamy-Chappuis | NOR    | Jørgen Gråbak Håvard Klemetsen Magnus Krog Magnus Moan | USA   | Taylor Fletcher Bryan Fletcher Todd Lodwick Bill Demong |
| Teamsprint grote schans  | FRA  | Sébastien Lacroix Jason Lamy-Chappuis                                | AUT    | Wilhelm Denifl Bernhard Gruber                         | GER   | Tino Edelmann Eric Frenzel                              |

### Schansspringen

#### Mannen
| Onderdeel         | Goud | Goud                                                                    | Zilver | Zilver                                                       | Brons | Brons                                           |
| ----------------- | ---- | ----------------------------------------------------------------------- | ------ | ------------------------------------------------------------ | ----- | ----------------------------------------------- |
| Normale schans    | NOR  | Anders Bardal                                                           | AUT    | Gregor Schlierenzauer                                        | SLO   | Peter Prevc                                     |
| Grote schans      | POL  | Kamil Stoch                                                             | SLO    | Peter Prevc                                                  | NOR   | Anders Jacobsen                                 |
| Team grote schans | AUT  | Wolfgang Loitzl Manuel Fettner Thomas Morgenstern Gregor Schlierenzauer | GER    | Andreas Wank Severin Freund Michael Neumayer Richard Freitag | POL   | Maciej Kot Piotr Żyła Dawid Kubacki Kamil Stoch |

#### Vrouwen
| Onderdeel      | Goud | Goud              | Zilver | Zilver         | Brons | Brons                      |
| -------------- | ---- | ----------------- | ------ | -------------- | ----- | -------------------------- |
| Normale schans | USA  | Sarah Hendrickson | JPN    | Sara Takanashi | AUT   | Jacqueline Seifriedsberger |

#### Gemengd
| Onderdeel           | Goud | Goud                                            | Zilver | Zilver                                                                           | Brons | Brons                                                     |
| ------------------- | ---- | ----------------------------------------------- | ------ | -------------------------------------------------------------------------------- | ----- | --------------------------------------------------------- |
| Team normale schans | JPN  | Yuki Ito Daiki Ito Sara Takanashi Taku Takeuchi | AUT    | Chiara Hölzl Thomas Morgenstern Jacqueline Seifriedsberger Gregor Schlierenzauer | GER   | Ulrike Gräßler Richard Freitag Carina Vogt Severin Freund |

### Medailleklassement
| Plaats | Land             | Goud | Zilver | Brons | Totaal |
| 1      | Noorwegen        | 8    | 5      | 6     | 19     |
| 2      | Frankrijk        | 3    | 0      | 1     | 4      |
| 3      | Rusland          | 2    | 0      | 3     | 5      |
| 4      | Verenigde Staten | 2    | 0      | 1     | 3      |
| 5      | Zweden           | 1    | 6      | 0     | 7      |
| 6      | Oostenrijk       | 1    | 5      | 1     | 7      |
| 7      | Duitsland        | 1    | 1      | 3     | 5      |
| 8      | Polen            | 1    | 1      | 1     | 3      |
| 9      | Japan            | 1    | 1      | 0     | 2      |
| 9      | Zwitserland      | 1    | 1      | 0     | 2      |
| 11     | Slovenië         | 0    | 1      | 1     | 2      |
| 12     | Kazachstan       | 0    | 0      | 2     | 2      |
| 13     | Canada           | 0    | 0      | 1     | 1      |
| 13     | Finland          | 0    | 0      | 1     | 1      |
| Totaal | Totaal           | 21   | 21     | 21    | 63     |